# Позитивное мышление
Позитивное мышление — предлагаемый в популярной психологии и некоторых религиозных учениях тип мышления, где оптимистический ход мысли считается самым оптимальным при достижении целей или решении проблем. Термин связывают с учениями писателя-богослова Н. Пила.
Подобное позитивное мышление, в данных учениях и школах, предполагает образ мыслей человека нацеленный на сотрудничество, гибкий поиск решения проблем, умиротворение. Позитивное мышление включает в себя следующие этапы: позитивные утверждения (аффирмации), веру в себя и свои силы (позитивный настрой) и само позитивное мышление (позитивное восприятие мира). Для развития позитивного мышления применяются различные техники, например: визуализация, медитация, принцип Поллианны, майндфулнес, практики прощения и благодарности.

## Общие положения
Позитивное мышление. Концепция, применяемая на семинарах по мотивационному развитию личности, а также в соответствующей литературе. Близкие понятия — «новое мышление», «правильное мышление», «мышление силы» или «ментальный позитивизм».
В некоторых трудах по данной теме центральное место занимает вера. В данном случае речь, в первую очередь, идёт не о религиозной и трансцендентально направленной вере, а об убежденности, что вещи, которые человек считает «правдой», имеют тенденцию осуществляться в его жизни. Зачастую, однако, грань перехода к эзотеризму трудно заметить.
В специализированных группах и сообществах позитивное мышление рассматривается, в первую очередь, как метод оздоровления, популярная литература предлагает его в качестве помощника в жизни, обещая максимизацию доходов, здоровье и счастье. Многочисленные уловки должны поддерживать мысленный оптимизм (позитивное изречение в календаре; короткая фраза по телефону; сублиминальные сообщения с подпороговым влиянием).
Нередко принципы позитивного мышления используют авторы деловой и обучающей литературы (например, Р. Кийосаки), а также бизнес-коучи и популяризаторы самого́ позитивного мышления применительно к различным наборам технологий, близких по духу к практикам лайфхакинга и призванных привнести конструктивную и креативную составляющую в рабочие и деловые процессы.
Мировоззренчески метод позитивного мышления выказывает себя как способ деконструкции ложной или не существующей негативной действительности и её воздействий, возникших лишь как следствие ложных представлений или — в монистическом/эзотерическом смысле — позитивного/правильного использования «законов сил космоса».

## История
Позитивное мышление возникло во второй половине XIX века под влиянием духовного толчка, исходившего в первую очередь от Р. У. Эмерсона и его «трансценденталистов», который затем был развит Квимби, Р. У. Трайном, П. Мёлфордом и другими в Америке.
В Европе развивался метод Куэ. В Германии этой темой занимался О. Шеллбах (Институт «ментального позитивизма» с 1921), чьи пластинки «душефонии» могут рассматриваться как прототипы сублиминалов и, прежде всего, К. О. Шмидт. В Японии можно назвать имя М. Танигути. В наши дни заметна тенденция к сокращению теоретических разработок и одновременному распространению рассказов об историях удачных падений с домов и практических руководств по позитивному мышлению (Джозеф Мёрфи и его ученик Эрхард Ф. Фрайтаг, Дейл Карнеги, Норман В. Пил).
С другой стороны, прослеживается явное наследование традиций протестантской этики, составляющими которой являются, в том числе, культ здравого смысла, «рациональная организация работы» (М. Вебер), концепция личной ответственности за собственное благополучие, сознательное использование чужого положительного опыта и отношение к неудачам как к единственно эффективному способу приобретения опыта.

###### Позитивная психология
Существует также такое направление как позитивная психология основоположником которой является психолог Мартин Селигман, в его лабораториях экспериментально изучаются такие феномены, как счастье, позитивное мышление, оптимизм и удовлетворённость жизнью. Исследуется значение положительных эмоций в социальной адаптации; созданы Центры прикладной позитивной психологии.
Например, в позитивной психологии рассматривается феномен "благодарности" и его связь с позитивным функционированием личности ("Теория положительных эмоций «Расширяй и развивай»" (Fredrickson, 2004)). Отмечается, что положительные эмоции (любовь, радость, удовлетворение и пр.) "расширяют набор мыслей и действий человека, что в свою очередь создает или укрепляет его ресурсы (физические, интеллектуальные и социальные)", что может побудить человека действовать в просоциальном направлении, гибче использовать поведенческие и когнитивные модели своей личности (в т.ч. как принести пользу другим).

## Практика использования
Несмотря на то, что концепция позитивного мышления критикуется и рассматривается как не вполне действенная, современная нейробиология располагает указаниями на то, что повседневный образ мыслей оказывает средне- и долгосрочное воздействие на активность мозга. Кроме того, для достижения краткосрочного терапевтического эффекта, например для снятия боли, находит применение внушение и самовнушение.
Использование позитивного мышления проблематично, когда виновником несчастий и страдания считается сам человек. Социальные компоненты такого состояния человека этот очень индивидуалистический метод оставляет за пределами рассмотрения.
Некоторые преподаватели медитации критикуют позитивное мышление за то, что оно представляет собой дальнейшее манипулирование сознанием и тем самым мешает естественному процессу духовного развития.
Психологи и психиатры предупреждают о том, что этот метод может повредить лабильным и депрессивным пациентам, а у несклонных к критическому мышлению людей — привести к потере контакта с реальностью. Утрата реальности может возникнуть как результат избегания критических вопросов и, как следствие, частичного умалчивания об имеющихся слабостях. Вследствие этого возникает пренебрежение различными качествами человека, структурой его личности, а также взаимодействием между психикой индивидуума и социальным окружением. Эксперимент Джоан Вуд с коллегами из университета Ватерлоо показал, что участники со слабо выраженным самосознанием только высказыванием позитивно коннотированных предложений существенно ухудшали своё настроение, оптимизм и готовность принять участие в какой-либо деятельности. Люди с хорошим самосознанием напротив получали выгоду с помощью самовнушения, однако эффект был едва выражен.
Освальд Нойбергер, профессор психологии Университета Аугсбург, видит в методе позитивного мышления замкнутый случай: «Если ты не успешен, то ты виноват сам, потому что ты явно что-то делал неверно. А „тренер“ остаётся безупречен.» Тем самым проблема ошибок индивидуализируется, неудачи персонализируются, а с экономической и общественной системы снимается всякая вина.
Колин Голднер, руководитель Форума критической психологии, критикуя «психо- и социал-дарвинистское сведение с ума», осуществляемое мотивационными тренерами, диагностирует нарастание «дефицита мышления и осознания» у людей, которые «тривиализировали гипнотические внушения» и «псевдодиалектические благословения», попавшись в ловушку болтовни «гуру третьего класса».